# Nauroy
Nauroy é uma comuna francesa na região administrativa de Altos da França, no departamento de Aisne. Estende-se por uma área de 6,27 km². Em 2010 a comuna tinha 708 habitantes (densidade: 112,9 hab./km²).